# جایزه بزرگ کانادا ۱۹۷۸
جایزه بزرگ کانادا ۱۹۷۸ (انگلیسی: ‎1978 Canadian Grand Prix‎) یک مسابقهٔ موتوری در رشتهٔ اتومبیل‌رانی فرمول یک بود که در تاریخ ۸ اکتبر ۱۹۷۸ در پیست ژیل ویلنوو واقع در مونترآل، کانادا برگزار شد. این گراند پری در میان ۱۶ گراند پری در فصل ۱۹۷۸، مسابقهٔ شمارهٔ ۱۶ بود.
در این مسابقه که در ۷۰ دور و به مسافت ۳۱۵٫۰۰۰ کیلومتر (۱۹۵٫۷۳۲ مایل) برگزار شد، پول پوزیشن توسط ژان-پیر جاریه کسب شد و سریع‌ترین زمان برای طی یک دور پیست که برابر با ۱:۳۸٫۰۷۲ بود نیز توسط آلن جونز به ثبت رسید.
ژیل ویلنوو از تیم فراری، جودی شکتر از تیم ولف-فورد و کارلوس روتمان از تیم فراری به‌ترتیب مقام‌های اول تا سوم مسابقه را کسب کردند.

## رده‌بندی قهرمانی پس از مسابقه
| جایگاه | راننده        | امتیاز |
| ------ | ------------- | ------ |
| ۱      | ماریو اندرتی  | ۶۴     |
| ۲      | رونی پیترسن   | ۵۱     |
| ۳      | کارلوس روتمان | ۴۸     |
| ۴      | نیکی لائودا   | ۴۴     |
| ۵      | پاتریک دیپلر  | ۳۴     |
| منبع:  |               |        |

| جایگاه | سازنده            | امتیاز |
| ------ | ----------------- | ------ |
| ۱      | لوتوس-فورد        | ۸۶     |
| ۲      | فراری             | ۵۸     |
| ۳      | برابام-آلفا رومئو | ۵۳     |
| ۴      | تایرل-فورد        | ۳۸     |
| ۵      | ولف-فورد          | ۲۴     |
| منبع:  |                   |        |

یادداشت
- تنها پنج جایگاه نخست از هر رده‌بندی نمایش داده شده است.